# Nación Selvática
La Nación Selvática —también llamada República Selvática— fue un Estado no reconocido que existió entre 1899 y 1900 en los territorios peruanos de los actuales departamentos de Loreto, Ucayali y San Martín.
Fue proclamada en 1899 por el coronel del ejército peruano y prefecto de Loreto Emilio Vizcarra que había participado contra la insurrección loretana de 1896. El estado amazónico representó la rama más radical del regionalismo loretano y para la historigrafía peruana fue el único intento separatista a nivel nacional en llegar a tener un relativo éxito.

## Antecedentes
Los coroneles Eduardo Jessup y Emilio Vizcarra lideraron la campaña terrestre desde Cajamarca para intervenir en el proclamado Estado Federal de Loreto en 1896 por los también militares Ricardo Seminario y Aramburú y Mariano José Madueño. El resultado fue positivo para los contrarrevolucionarios: el Estado Federal suprimido y convertido nuevamente en una administración subordinada al gobierno peruano. En esta línea Vizcarra fue nombrado desde Lima como prefecto de Loreto. El caos social de 1896 no desapareció y el coronel terminó por dejarse influenciar por las ideas regionalistas.

## Historia

### Proclamación
El 22 de mayo de 1899 en un punto no especificado el propio Vizcarra anunció que el departamento de Loreto (en ese tiempo conformado por Loreto, Ucayali y San Martín) es un nuevo Estado soberano de América del Sur bajo el nombre de Nación Selvática y elevó su cargo de Prefecto de Loreto por el de «Líder Supremo de la Nación Selvática». El empresario y veterano de la Guerra del Pacífico Juan Jiménez Pimentel, quién también estuvo en la Asamblea Constituyente de 1884 a favor del gobierno de Miguel Iglesias, financió la campaña del coronel.

### Desaparición

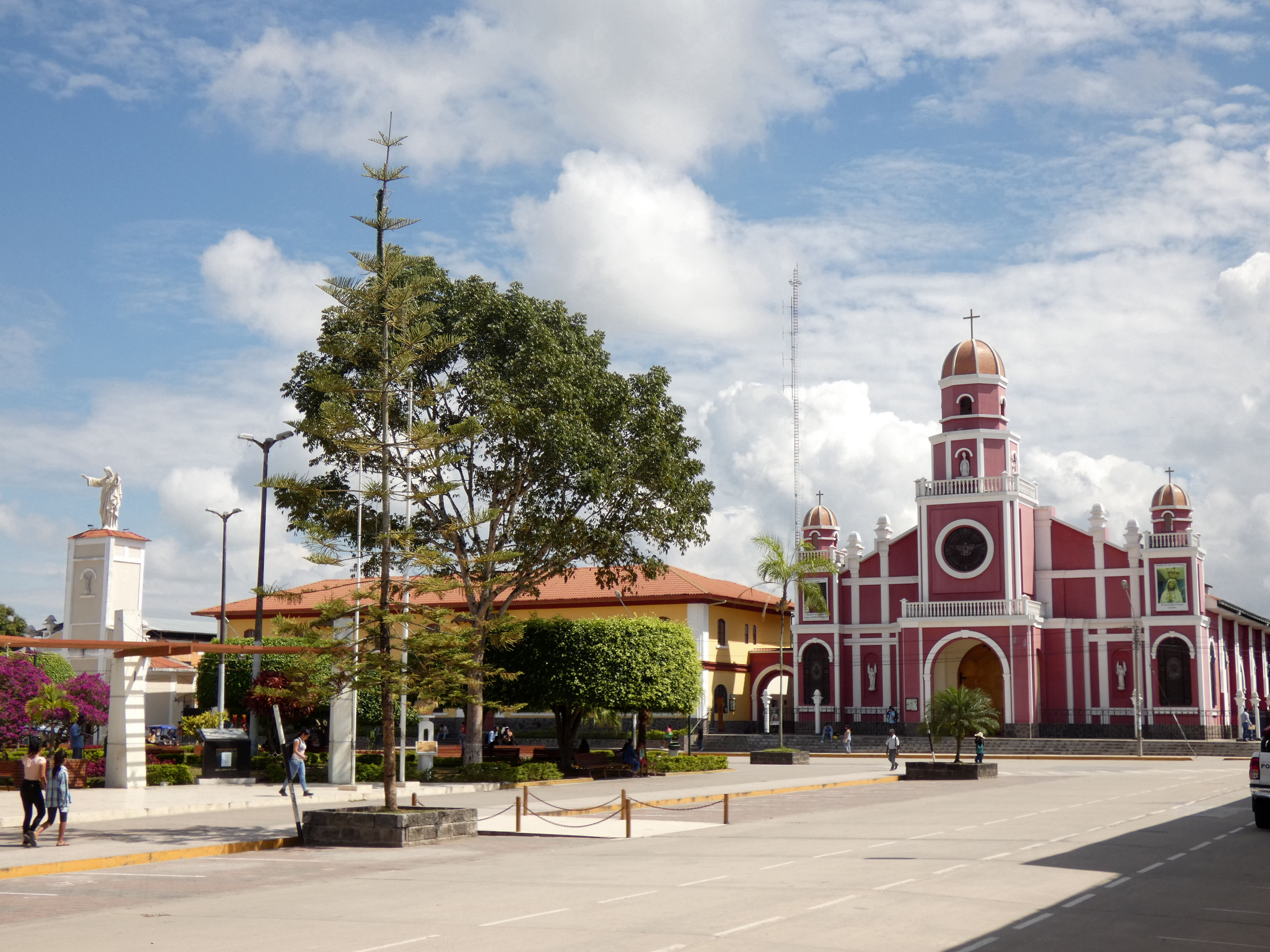
Plaza de Armas de Moyobamba, lugar donde fue asesinado el Líder Supremo Emilio Vizcarra.

El 27 de febrero de 1900 durante una gira por ciudades loretanas para nombrar autoridades, Vizcarra se vio envuelto en una revuelta civil en la Plaza de Armas de Moyobamba en donde fue asesinado ante un golpe en la cabeza con una roca realizado por una mujer de apellido Tapullima. El origen de los disturbios fue el abuso que realizaba las milicias vizcarristas contra la población local; con el Líder Supremo muerto la Nación Selvática no pudo mantenerse en pie y volvió a integrarse a la República Peruana.
La reacción del entonces presidente Eduardo López de Romaña fue enviar al coronel Teobaldo Gutiérrez para que se re-incorporé el territorio separatista mediante el asedio del área occidental de Loreto (actual San Martín), mientras que a nivel internacional la reacción de las naciones limítrofes con respecto al separatismo loretano fue de indiferencia, pues no afectó los conflictos fronterizos que el Estado peruano mantenía con Brasil, Colombia y Ecuador.

## Legado
La República Selvática fue la personificación de un incipiente «independentismo y nacionalismo loretano» en contraposición del movimiento federalista loretano. Igualmente se diferenció de las intentonas federalistas de Ricardo Seminario y Aramburú (1896) y Guillermo Cervantes (1921), pues la Nación no buscaba ser un Estado Federal o Región autónoma dentro del Perú, si no, ser un país independiente.